# Aristida glaziovii
Aristida glaziovii là một loài thực vật có hoa trong họ Hòa thảo. Loài này được Hack. ex Henrard mô tả khoa học đầu tiên năm 1926.